# Бабенко Григорій Олександрович
Бабе́нко Григо́рій Олекса́ндрович (близько 1888 — після 1932) — український радянський письменник, лікар.

## Життєпис
В 1905–1911 роках навчався в Харківському університеті. У 1912–1922 роках працював у лікарнях Бердянського повіту. 1922 року перевівся до Харківської робітничої поліклініки і завідував другою меддільницею. Однак, того ж року, через погані житлові умови, перебрався до Боково-Антрацита Луганського округу, де влаштувався ординатором у гірничій лікарні. 1923 року обіймав посаду заступника головного лікаря. 1927 року підвищував кваліфікацію в Харківському інституті удосконалення лікарів. Працював у відділі з оперативної гінекології та акушерства. 1928 року, за сприяння приятеля Давида Йоффе, Бабенка призначили завідувачем медичної дільниці у Пологах Запорізької області.
Григорій Олександрович Бабенко, ймовірно, знав археолога Василя Олексійовича Бабенка, який також походив із Харківщини. Окрім того, Василь Олексійович мав дружні і ділові стосунки з академіком Дмитром Яворницьким, до якого звертався і Григорій Олександрович.
У 1927—1932 роках видав кілька художніх творів.
Подальша доля письменника невідома. Дослідники звертають увагу, що у бібліотеках майже не залишилося книжок Бабенка. Кілька примірників зберігається лише у Республіканській бібліотеці для дітей у Києві. З цього робиться висновок, що твори автора у 1930-х роках потрапили до переліку «ідеологічно ворожих», а тому їх вилучили із книгосховищ. Однак, сам Григорій Бабенко у списках репресованих не знайдений.
До початку 2000-х років про життя письменника майже нічого не було відомо.
У 1920-х роках існувало багато літературних груп, але Григорій Бабенко не належав до жодної з них. Не перебував він і в лавах Спілки письменників України. Про нього не згадують ні письменники, ні літературознавці.
Лише 2003 року дослідники зуміли знайти коротку автобіографію й кілька листів Григорія Бабенка.

## Родина
Відомо, що дружину Григорія Бабенка звали Єлизавета Митрофанівна.

## Творчість
- 1927 року Григорій Бабенко видав повість «В тумані минулого», в якій скіфи зображені як протоукраїнське плем'я[4][5].
  - 1928 року побачив світ російський переклад «В тумані минулого» під назвою «Меч Арея»[6].
- 1929 року написав історичну повість для підлітків «Люди з червоної скелі [Архівовано 4 квітня 2018 у Wayback Machine.]»[7].
- 1931 побачила світ книга «Шляхом бурхливим»[8].
- 1932 року в Харкові вийшло друком його пригодницьке оповідання «Ціна молодості»[9].

## Книга «Шляхом бурхливим»
1931 року Григорій Олександрович написав книгу «Шляхом бурхливим» про Сіркові походи проти татар і турків та повстання 1668 року. Письменник взявся за одну з найскладніших для розуміння та інтерпретації епох в історії України — добу Руїни. Імовірно, Бабенко консультувався із знавцем козацької історії Д. Яворницьким, з яким вів переписку. У своїх листах до нього, письменник зізнавався, що він не завжди міг дотримуватися історичної достовірності.
1995 року, завдяки старанням Сергія Іванюка, книгу «Шляхом бурхливим» перевидали у видавництві «Веселка».